# Carl Fredrik Palmstierna
Carl Fredrik Herman Palmstierna, född 17 maj 1823 i Utvängstorps församling, död 20 januari 1896 i Stockholm, var en svensk friherre, diplomat och hovman. Han var son till finansministern friherre Carl Otto Palmstierna. 

## Biografi
Carl Fredrik Palmstierna föddes 1823 på Kömestorp i Utvängstorps socken. Han var son till finansministern friherre Carl Otto Palmstierna och Lovisa Eleonora Rudbeck.
Palmstierna var kabinettssekreterare 1859 till 1864. Han var ministerresident i Haag 1864-1865 och envoyé i Konstantinopel 1865–1868 samt blev överceremonimästare i Kunglig Majestäts hov och även introduktör för främmande sändebud från 27 april 1883.  Han var ledamot av Stockholms stadsfullmäktige 1880-1894.

### Familj
Palmstierna gifte sig 21 juni 1869 i Stockholm med Hanna Maria Edla von Holst (1842–1912), dotter till hovmarskalken Hans Gram von Holst och Selma Edla Elisabet Benedicks. De fick tillsammans barnen Agnes Selma Marie-Louise Palmstierna (1870–1956) som var gift med hovrättsnotarien Charles Alfred Emanuel Nilsson Ingelman, Elin Hedda Maria Palmstierna (1872–1964) som var gift med kaptenen Carl Fredrik Asker vid flottan och utrikesministern Erik Palmstierna (1877–1959).

## Utmärkelser

### Svenska utmärkelser
- Kommendör med stora korset av Nordstjärneorden, 21 januari 1890.[4]
- Kommendör av 1:a klassen av Nordstjärneorden, 28 januari 1865.[4]
- Riddare av Nordstjärneorden  28 april 1859

### Utländska utmärkelser
- Storkorset av Danska Dannebrogorden, 17 december 1865.[4]
- Kommendör av Danska Dannebrogorden, 30 juni 1860.[4]
- Riddare av Danska Dannebrogsorden, 8 augusti 1857.[4]
- Storofficer av Italienska Sankt Mauritius- och Lazarusorden, 5 december 1862.[4]
- Kommendör av Nederländska Lejonorden, 28 oktober 1865.[4]
- Kommendör av Norska Sankt Olavs orden, 2 december 1865.[4]
- Riddare av Norska Sankt Olavs orden, 6 augusti 1860.[4]
- Riddare av andra klassen av Preussiska Kronorden, 1 juli 1864.[4]
- Riddare av andra klassen med kraschan av Ryska Sankt Annas orden, 15 september 1860.[4]
- Första klassen av Tunisiska orden Nischan el Iftikhar, 21 september 1861.[4]
- Första klassen av Osmanska rikets Meschidie-orden, 1 maj 1869.[4]
- Andra klassen av Osmanska rikets Meschidie-orden, 26 juni 1863.[4]